# Китти не кошка
Китти — не кошка (англ. Kitty Is Not a Cat) — австралийский анимационный музыкальный телесериал, впервые вышедший на канале 7TWO в Австралии 20 апреля 2018 года
21 сентября 2018 года было объявлено о продлении на второй сезон, премьера которого состоялась 11 ноября 2019 года В октябре 2019 года сериал был продлен на третий сезон

## Сюжет
«Китти не кошка» рассказывает историю маленькой девочки по имени Китти, у которой богатое воображение, и она чувствует, что может быть кем угодно, даже кошкой. Китти приходит в дом, полный котов-бонвиванов, жизнь которых внезапно переворачивается с ног на голову. Они пытаются научить Китти быть человеком, хотя она предпочла бы прожить жизнь кошки.

## Производство
Китти не кошка создана Брюсом Кейном и Морисом Аргиро и произведена BES Animation для Seven Network в Австралии . Кейн сказал, что они «хотели создать шоу, которое необычно сочетает в себе городскую культуру, комедию и музыку с историями, которые будут интересны детям 6-10 лет».

## Трансляция
Премьера сериала «Китти не кошка» состоялась на канале 7TWO в Австралии 20 апреля 2018 года. В Южной Африке премьера шоу состоялась на канале Disney Channel 23 апреля 2018 года. В Новой Зеландии шоу транслируется на телеканале TVNZ 2 . В США первый сезон был выпущен бесплатно и не по порядку на канале Roku примерно в декабре 2019 года Сериалу присвоен рейтинг TV-Y7. В Соединённом Королевстве с марта 2021 года серии доступны по запросу в разделе Virgin Kids компании Virgin Media . Однако, поскольку они перечислены по названию, а не по номеру серии, неясно, были ли пропущены какие-либо серии.

## Награды и номинации
| Год  | Премия            | Категория                              | Результат |
| ---- | ----------------- | -------------------------------------- | --------- |
| 2018 | SPA Awards        | Animated Series Production of the Year | Победа    |
| 2019 | Kidscreen Awards  | Best New Series                        | Номинация |
| 2019 | Pulcinella Awards | Best Kids TV Series                    | Номинация |